# Şehzade Ahmed Nureddin (figlio di Abdülhamid II)
Şehzade Ahmed Nureddin Efendi (turco ottomano: شہزادہ احمد نورالدین; Istanbul, 22 giugno 1901 – Parigi, dicembre 1944) è stato un principe ottomano, figlio del sultano Abdülhamid II e della consorte Behice Hanım.

## Origini
Şehzade Ahmed Nureddin Efendi nacque il 22 giugno 1901 a Istanbul, nel Palazzo Yıldız. Suo padre era il sultano ottomano Abdülhamid II e sua madre la consorte Behice Hanım. Aveva un fratello gemello, Şehzade Mehmed Bedreddin, morto di meningite a due anni e mezzo. Venne chiamato in onore di uno zio paterno, il defunto Şehzade Ahmed Nureddin, che era stato fra i fratellastri favoriti di suo padre.
Nel 1909 Abdülhamid II fu destituito e esiliato a Salonicco, mentre sul trono salì il suo fratellastro minore, Mehmed V. Nureddin rimase a Istanbul. Dovendo lasciare il Palazzo Yıldız, visse prima con la sua sorellastra Zekiye Sultan, poi dai nonni materni a Beşiktaş e infine, dal 1911, a Palazzo Maslak.

## Istruzione e carriera
Nell'ottobre 1902 venne formalmente arruolato nel Reggimento di cavalleria Ertuğrul.
Dal dicembre 1908 frequentò il Collegio militare ottomano e dal marzo 1915 studiò al College di Galata. Nel 1916, con alcuni parenti, venne mandato in Germania, a Postdam, per completare l'addestramento.
Tornato in patria nel 1918, prestò servizio come tenente di cavalleria nell'esercito ottomano.
Nella vita privata, prese lezioni di musica da Aranda Paşah, diventando un ottimo pianista e compositore. Era anche un buon pittore.

## Esilio e morte
Nel 1924 la dinastia ottomana venne esiliata.
Nureddin e sua moglie si stabilirono a Napoli, dove venne poi raggiunto da sua madre e da uno zio acquisito, Celaleddin Bey.
All'inizio del 1925, con il resto della famiglia di Abdülhamid II, incaricò Sami Günzberg, noto avvocato ebreo, di recuperare l'eredità requisita dal governo repubblicano turco, senza successo.
Finiti i soldi, Nureddin dovette vendere i gioielli della madre e della moglie per tirare avanti, e infine si risolse a chiedere regolarmente piccole somme alla nonna materna in Turchia. Alla fine, Nureddin si trasferì a Parigi per cercare lavoro, dove visse con la sua sorellastra Şadiye Sultan. Sua madre restò a Napoli, dove a poco a poco cadde nell'indigenza e nella malattia senza più contatti col figlio.
A Parigi, Nureddin non ebbe più fortuna e alla fine si ridusse a suonare il pianoforte nei locali per pochi spiccioli.
Morì nel dicembre 1944 e venne sepolto nel cimitero di Bobigny.

## Famiglia
Şehzade Ahmed Nureddin ebbe una consorte e un figlio:
- Ayşe Andelib Hanım. Nata il 2 agosto 1902 ad Adapazarı, era figlia di Hüseyin Hüsnü Pasha Akintsba (1860 – 1915) e Fatma Şadiye Ezerakın (1868 – 15 agosto 1937). Aveva due fratelli, Mahmud Celaleddin Akıncıgil, segretario di Behice Hanım, e Mehmed Sadreddin Özerakin, e una sorella, Hatice Kudsiye Özerakin. I due si incontrarono per la prima volta al Parco Yıldız, mentre Andelib raccoglieva donazioni per l'Associazione Hilal-i Ahmer. Si sposarono il 5 maggio 1919 a Palazzo Maslak. Seguì il marito in esilio e, rimasta vedova, rientrò a Istanbul, dove, in virtù della legge sul cognome, prese nome Ayşe Andelib Özerakin. Morì il 15 luglio 1980 a Dutluk Sokağı, Beşiktaş, Istanbul, e fu sepolta nel cimitero di Kulaksız, Sütlüce. Da lei ebbe un figlio:
  - Şehzade Mehmed Bedreddin. Nato dopo il 1925 a Parigi, morto infante. Era stato chiamato in onore del gemello del padre.

## Onorificenze
Şehzade Ahmed Nureddin venne insignito delle seguenti onorificenze:
- Ordine della Casa di Osman, ingioiellato; maggio 1917
- Ordine di Osmanieh, ingioiellato
- Ordine dei Medjidie, ingioiellato
- Medaglia di guerra Liakat, oro
- Medaglia di guerra di Imtiyaz, oro

## Cultura popolare
- Nella serie TV turca del 2017 Payitaht: Abdülhamid, Şehzade Ahmed Nureddin è interpretato dall'attore turco Alp Akar.